# Serravalle
Serravalle er mest folkerige kommune (castello) i republikken San Marino med 9.394 indbyggere (pr. 2006). Kommunen er landets nordligste og omfatter et areal på ca. 10,5 km². I kommunen ligger landets største by, Dogana, hvor over 7.000 af kommunens indbyggere bor.
Serravalle er første gang nævnt i historiske kilder i 962, hvor der omtales en landsby ved navn Castrum Olnani. Kommunen blev først en del af San Marino i 1463, hvor den blev den seneste udvidelse af landet.

## Seværdigheder
- Chiesa di Sant Andrea (St. Andreaskirken) fra 1824
- Det olympiske stadion, der ikke har set olympiske konkurrencer, men er hjemmebane for San Marino Calcio samt for San Marinos fodboldlandshold.

- Wikimedia Commons har flere filer relateret til Serravalle

43°57′N 12°30′Ø / 43.950°N 12.500°Ø